# مايكل نيدهام
مايكل أوستن نيدهام (من مواليد 22 ديسمبر 1981) هو مستشار سياسي أمريكي وهو المستشار السابع والثلاثون والحالي لوزارة الخارجية منذ عام 2025.

## الحياة المبكرة والتعليم
وُلِد نيدهام في 22 ديسمبر 1981 في مانهاتن، ونشأ في مدينة نيويورك. كان والده يدير بنكًا استثماريًا صغيرًا وكانت والدته مديرة تنفيذية في ساكس فيفث أفينيو. التحق بالمدرسة الجامعية في مدينة نيويورك ثم كلية ويليامز في ماساتشوستس، حيث تخصص في العلوم السياسية، وحرر صحيفة المدرسة، وتخرج بدرجة البكالوريوس في الآداب في عام 2004. بين عامي 2008 و2010، التحق بكلية الدراسات العليا لإدارة الأعمال بجامعة ستانفورد، حيث تخرج بدرجة الماجستير في إدارة الأعمال.

## الحياة المهنية
بعد تخرجه من كلية ويليامز في عام 2004، ساعد زميله خريج ويليامز والسياسي الكاليفورني بيل سيمون في تأمين وظيفة في مؤسسة هيريتيج، وهي مؤسسة فكرية محافظة مقرها واشنطن العاصمة، حيث أصبح فيما بعد رئيسًا لموظفي إدوين فيولنر، رئيس المؤسسة. في عامي 2007 و2008، عمل لفترة وجيزة مع الحملة الرئاسية الفاشلة لرودي جولياني.
وظفه فولنر لاحقًا للمساعدة في تأسيس وقيادة Heritage Action، وهي منظمة شقيقة لمؤسسة Heritage Foundation، والتي وصفها فولنر بأنها تركز على "محاسبة المشرعين على أصواتهم". بصفته الرئيس التنفيذي الأول لـ Heritage Action، وُصف نيدهام بأنه "ممارس رائد لأسلوب القتال السياسي الذي لا هوادة فيه والأرض المحروقة والذي كان علامة تجارية للسياسيين والناشطين المستوحين من حزب الشاي". قاد جهود المجموعة غير الناجحة لوقف قانون الرعاية الصحية المسيرة الأمريكي (ACA) ودعم تعطيل الحكومة الفيدرالية للولايات المتحدة عام 2013، والذي سعى دون جدوى إلى سحب تمويل ACA وأثبت أنه غير مرغوب فيه سياسياً.
في نوفمبر 2013، أفادت صحيفة "ذا نيو ريببلك" أن علاقة نيدهام بفولنر قد توترت بشدة، حيث أبدى فولنر قلقه العميق إزاء "سلوك نيدهام الفظ"، الذي كان يخشى أن يُلحق الضرر بعلاقات مؤسسة التراث الراسخة في الكونغرس الأمريكي. وذكرت الصحيفة أن فولنر "خاطب نيدهام بقسوة في مناسبات قليلة". ووصف موظف سابق في منظمة "هيريتدج أكشن" كيف اضطرت المنظمة إلى نقل مكتبها إلى مقر مؤسسة التراث حتى يتسنى إخضاع نيدهام ومنظمة "هيريتدج أكشن" "لإشراف الكبار".
عارض نيدهام بشدة دونالد ترامب في ترشيح الحزب الجمهوري للرئاسة عام 2016، قائلاً على قناة فوكس نيوز : "دونالد ترامب مهرج. يجب أن يكون خارج السباق".
في مايو 2017، وبعد خلافه مع إدوين فيولنر، اختلف نيدهام مجددًا مع جيم ديمينت، خليفة فيولنر. حثّ نيدهام ديمينت على إدانة ترامب وترشّحه للرئاسة، وهو ما رفضه ديمينت. ووفقًا لعدة مصادر تحدثت مع الرجلين، "اختلف نيدهام مرارًا وتكرارًا مع ديمينت بشأن نهج المؤسسة تجاه ترامب خلال الانتخابات التمهيدية الرئاسية. وقال أحد المصادر: "كان مايك يضغط بشدة على هيريتيج للإعلان عن دعمه للسيناتور تيد كروز وانتقاده، واتضح أن ديمينت كان على علاقة جيدة بترامب".
في عام 2018، غادر نيدهام منظمة Heritage Action، وأصبح رئيسًا لموظفي السيناتور الأمريكي ماركو روبيو (جمهوري من فلوريدا). في يونيو 2023، غادر نيدهام مكتب روبيو لتأسيس أمريكا 2100، وهي مؤسسة فكرية، ثم غادر مكتب روبيو للانضمام إلى أمريكان كومباس، وهي مؤسسة فكرية أنشأها أورين كاس كرئيس في يوليو 2024.
في ديسمبر 2024، بعد فوز دونالد ترامب بالانتخابات الرئاسية لعام 2024، تم تعيين نيدهام مستشارًا لوزارة الخارجية الأمريكية.